# Атамано-Власовка
Атамано-Власовка — хутор в Родионово-Несветайском районе Ростовской области.
Входит в состав Барило-Крепинского сельского поселения.

## География
- ул. Ворошилова,
- ул. Заречная,
- ул. Комарова,
- ул. Новая,
- ул. Пушкинская,
- ул. Садовая,
- ул. Чапаева.

## Население
| 2010 | 2018 |
| ---- | ---- |
| 279  | ↘243 |